# Ferrari 375
Der Ferrari 375 ist ein zwischen 1952 und 1955 in verschiedenen Varianten gebauter Sport- bzw. Rennsportwagen des italienischen Automobilherstellers Ferrari. Die Bezeichnung geht auf den gerundeten Inhalt eines einzelnen Zylinders zurück.

## 375 America (1953–1955)

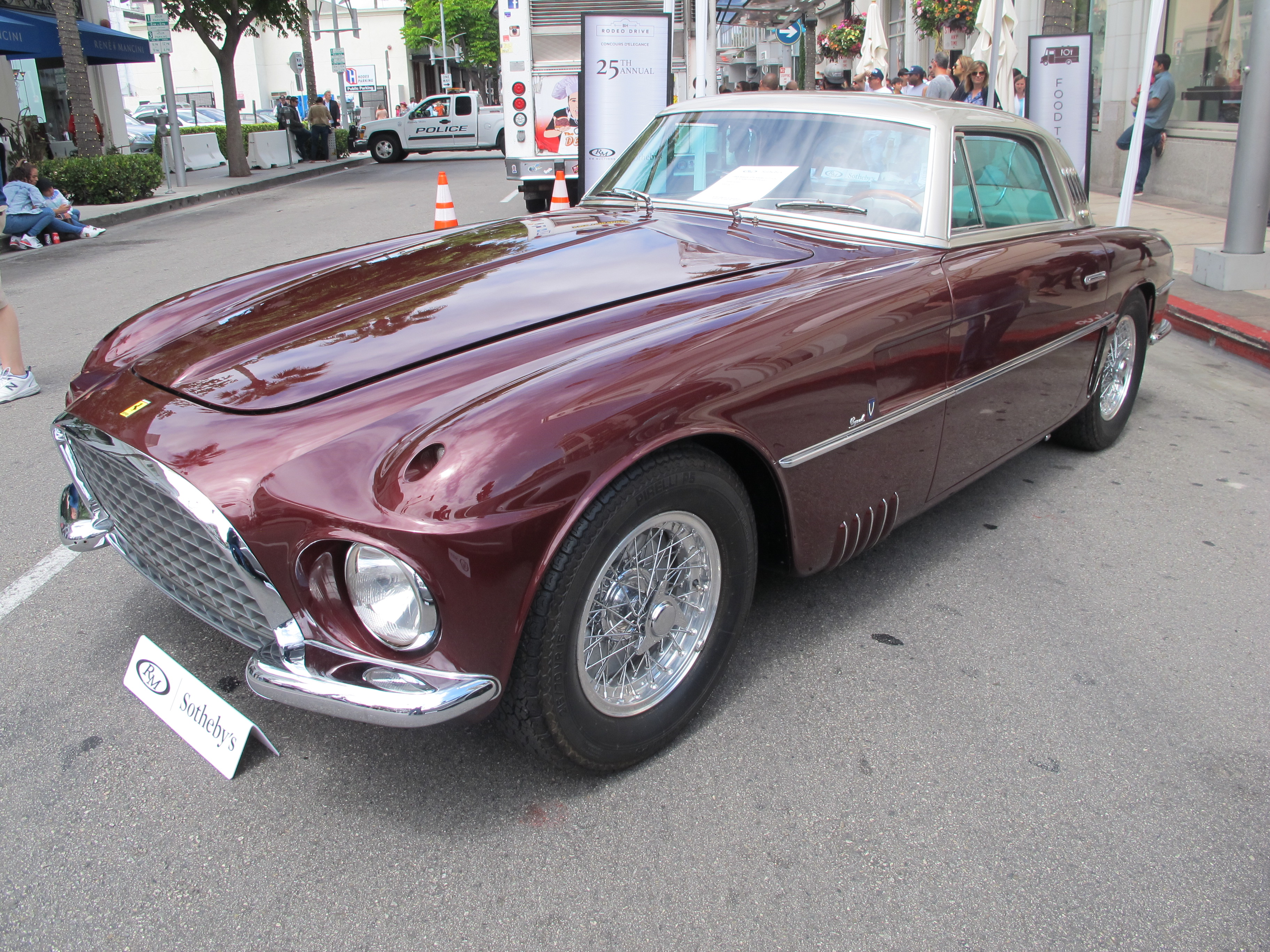
Ferrari 375 America mit Vignale-Karosserie

Ab 1951 nahm Ferrari zusätzlich zu den Modellen mit dem kleineren, von Gioacchino Colombo entwickelten V12 größere Modelle ins Programm, die von Abarten des von Ingenieur Aurelio Lampredi auf Basis des Colombo-V12 hauptsächlich für den Rennsport entwickelten größeren V12-Motors angetrieben worden. Konstruktiver Hauptunterschied der beiden V12-Motorfamilien war, neben weiteren Änderungen, der beim Lampredi-V12 von 90 auf 108 mm vergrößerte Zylinderabstand, der größere Bohrungsmaße erlaubte. In dieser Modellreihe ersetzte der auf dem Pariser Salon im Oktober 1953 vorgestellte 375 America den früheren Ferrari 342 America.
Der 4,1-Liter-V12 des 342 wurde für den 375 auf 4523 cm³ vergrößert (Bohrung × Hub: 84 × 68 mm) und leistete mit drei Weber-40DCF-Doppelvergasern und 8:1 verdichtet 221 kW (300 PS) bei 6300/min. Ansonsten entsprach die Technik des 375 America mit Kastenrahmen, vorderen Doppeldreieckslenkern, einer hinteren Starrachse und Trommelbremsen rundum den anderen zeitgenössischen Ferrari-Modellen.
Vom 375 America entstanden auf einem auf 2800 mm gestreckten Radstand bis 1955 insgesamt acht Coupés mit Pininfarina-Karosserie sowie drei Coupés und ein Cabriolet von Vignale nach Entwürfen von Giovanni Michelotti. Es gibt Spekulationen über ein weiteres Chassis mit Ghia-Karosserie; konkrete Belege dafür fehlen aber.

## 375MM (1954)

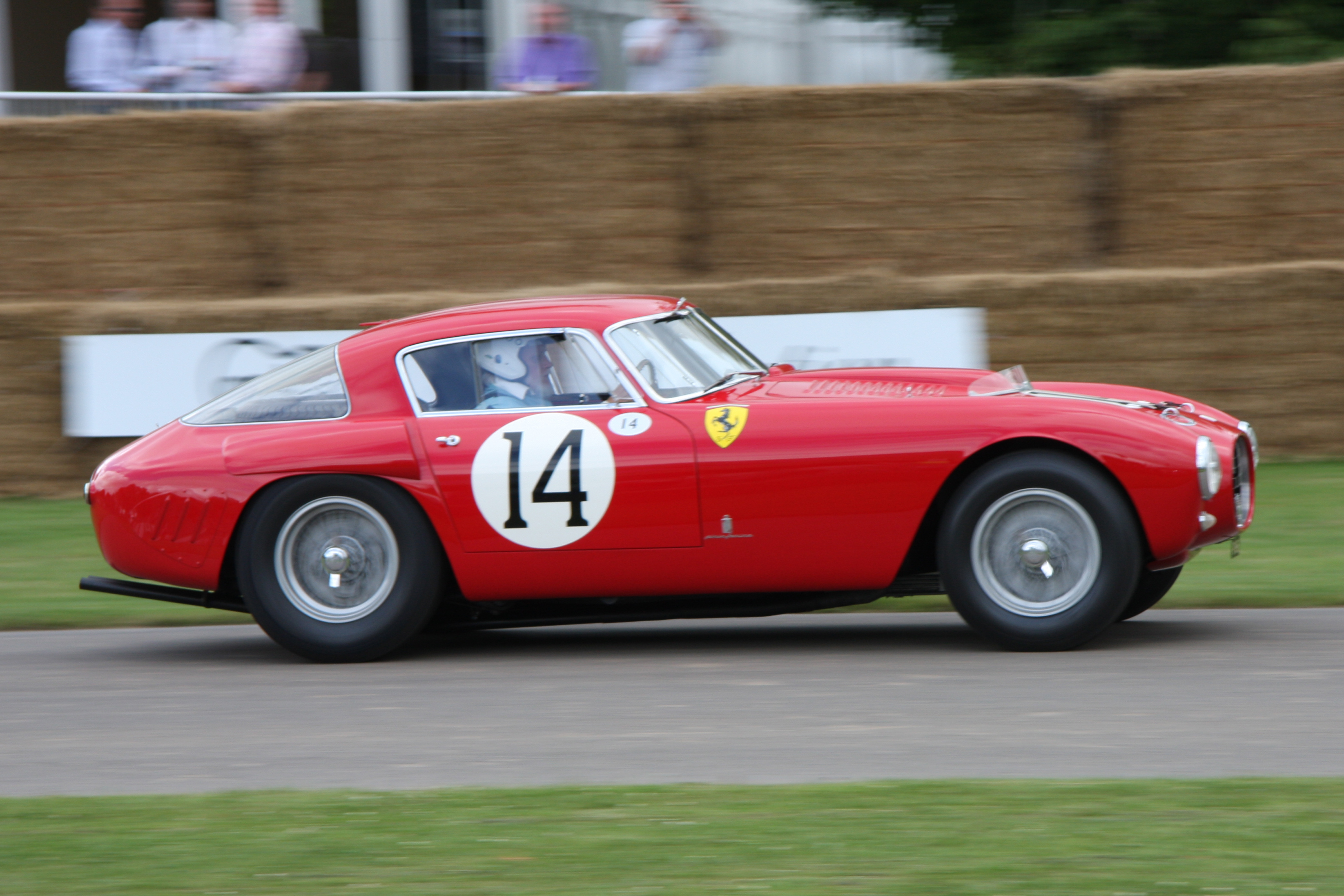
Ferrari 375 MM

Der offiziellen Präsentation des 375MM (Mille Miglia) in der Saison 1954 ging in der Vorsaison ein mit einem auf 4,5 Liter vergrößerten V12 ausgerüsteter 340MM voraus, der bei den 24 Stunden von Le Mans nach zehn Stunden ausfiel.
Die Werkswagen wiesen einen etwas anderen Motor als die an Kunden gelieferten Wagen auf. Bei den Werkswagen ergaben 80 mm Bohrung (wie beim 340) und der Hub von 74,5 mm (wie bei den zeitgenössischen Formel-1-Motoren von Ferrari) einen Hubraum von 4494 cm³; die in den Verkauf gehenden Exemplare besaßen stattdessen Maße von 84 × 68 mm.
In beiden Fällen wurde die Leistung des SOHC-Motors mit 250 kW (340 PS) bei 7000/min angegeben. Die Gemischaufbereitung besorgten drei Weber-40IF/4C- oder 42DCZ-Vergaser, die Verdichtung belief sich auf 9,0:1. Auch diese Modelle besaßen Kastenrahmen, Trommelbremsen und hintere Starrachse.
Es entstanden insgesamt rund 30 Exemplare, zehn Serien-Coupés und 16 Serien-Spider mit Pinin Farina-Karosserie, ein Ghia-Coupé und ein Vignale Spider. Dazu baute Pinin Farina ein Sonder-Coupé für die Schauspielerin Ingrid Bergman (Fahrgestellnummer 0456AM) und ein Sonder-Cabriolet für den König von Belgien (Nummer 0488AM), letzteres mit dem 4,9-Liter-Motor aus dem 375 Plus ausgestattet.

## 375 Plus (1954)

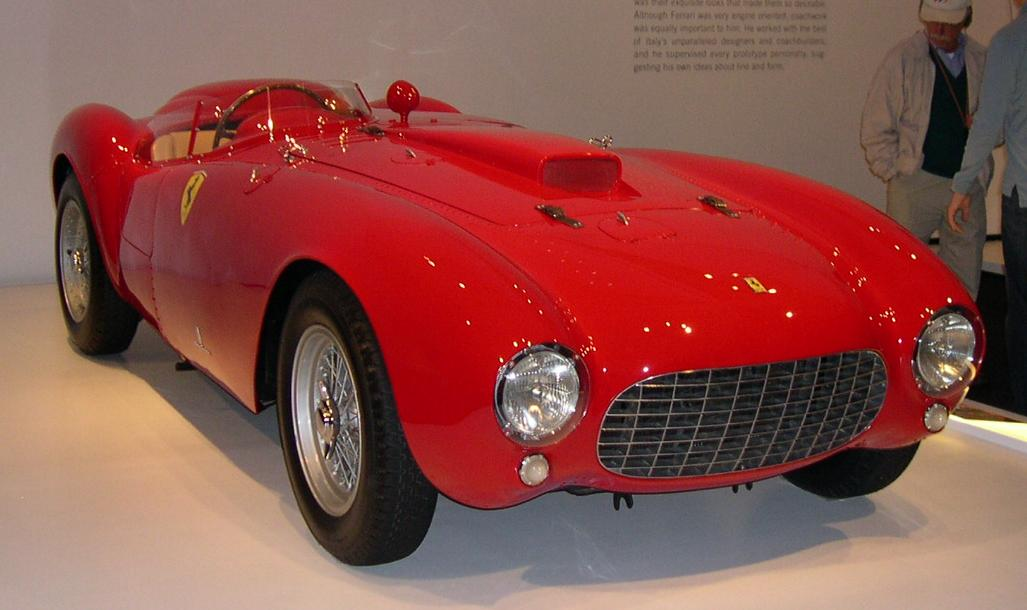
Ferrari 375 Plus Pinin Farina

Für den 375 Plus, einen reinen Rennsportwagen, kombinierte Ferrari die Bohrung des Kunden-375MM (84 mm) mit dem Hub der Formel-1-Motoren (74,5 mm), woraus 4954 cm³ resultierten. Mit drei Weber-46DCF3-Vergasern ausgerüstet, leisteten diese Maschinen offiziell 243 kW (330 PS) bei 6000/min. Eingesetzt wurden sie ausschließlich in Werkswagen.
Die fünf gebauten Werkswagen (alle mit Spider-Karosserie von Pinin Farina) siegten 1954 in Le Mans und bei der Carrera Panamericana. Ein sechstes, von Scaglietti karossiertes Exemplar wurde in die USA verkauft.